# Thierry Jamin
Pour les articles homonymes, voir Jamin.
Thierry Jamin [tieʁi ʒamɛ̃] est un explorateur et pseudohistorien français connu pour ses recherches pseudo-archéologiques au Pérou financées par des levées de fonds régulières sur plusieurs sites internet.
À partir de 2009, il dirige l'association INKARI et Jungle Doc Productions.
À partir de 2010, il affirme avoir fait des découvertes exceptionnelles : dans le parc national de Manú « un ensemble de nouveaux sites archéologiques d'une importance comparable à celui de Machu Picchu », puis en 2013 à Machu Picchu la tombe de l'empereur inca Pachacutec, et en 2017 au sud du Pérou des momies qu'il annonce comme possiblement d'origine extra-terrestre.
Aucune de ses prétentions de découverte n'a été validée par la communauté scientifique, et elles ont suscité des critiques croissantes en raison de leurs failles méthodologiques, d'abord au sein des autorités archéologiques péruviennes, qui ont notamment dénoncé en 2013 le danger de ses déclarations et de ses entreprises de fouilles pour le patrimoine culturel du Pérou, puis de groupes de chercheurs internationaux en 2017 et 2023.

## Biographie
Né le 19 décembre 1967 à Chartres, Thierry Jamin a déclaré en 2012 avoir « fait une formation d'historien-géographe à Tours » et avoir « poursuivi un cycle d'archéologie à l'université du Mirail », pour étayer son affirmation du « respect du protocole archéologique moderne » de ses explorations. Il a déclaré avoir également validé, dans le CV qu'il a transmis au ministère de la Culture du Pérou en 2013, un DEA en histoire de l'Amérique latine en 1997 à l'université du Mirail.
En 2013, il transmet au ministère des Affaires étrangères et publie sur son site web personnel la validation d'un DEUG de sciences humaines avec spécialisation en histoire en 1989, une licence en histoire en 1990 et une maîtrise d'histoire moderne en 1992, tous trois à l'université de Tours.
La même année, il a dû répondre à des accusations d'incompétence en archéologie et s'est déclaré historien-géographe et directeur de l'association INKARI. Il n'apporte pas d'éléments sur ses déclarations au niveau d'une formation en archéologie.
Les doutes sur son absence de formation en archéologie ont été ravivés en 2013 lorsque des archéologues ont analysé la méthodologie de son projet d'exploration à Machu Picchu : l'équipe archéologique de l'Institut français d'études andines (IFEA) a considéré que ses hypothèses de découverte ne reposaient sur « aucun fondement solidement étayé », en raison de leurs « nombreuses incohérences » et leurs « graves lacunes » « d'un point de vue technique et méthodologique » ; de même, David Ugarte Vega Centeno, directeur de l'INC Cusco, lui a reproché de vouloir mettre au jour des sites archéologiques sans la rigueur scientifique nécessaire pour ne pas les dégrader et l'a accusé de faire ses recherches dans le seul but de « trouver des trésors ».
Toujours en 2013, selon plusieurs médias péruviens, Véronique Gervais, alors déléguée de la division de la recherche et des échanges scientifiques du ministère des Affaires étrangères de France, aurait rencontré l'ambassadeur du Pérou à Paris pour le prévenir de l'absence de formation scientifique de Jamin, ; toutefois, le ministre a répondu, dans une lettre adressée à Jamin et publiée par ce dernier sur son site, que cette déléguée n'avait « jamais eu de contact avec les journalistes de ces médias et que les éléments relayés sont le fruit d'une interprétation erronée ».

## Explorations

### Païtiti
Depuis 1998, Thierry Jamin explore l'Amazonie péruvienne dans la région de Madre de Dios à la recherche de la cité mythique inca Païtiti et de la présence de la civilisation inca dans la forêt amazonienne.
Avec l'appui de l'agence de communication Prodiris, ses explorations ont été médiatisées depuis 2005 dans la presse écrite, des radios et des télévisions. Il a affirmé[réf. nécessaire] avoir obtenu différents soutiens, comme notamment celui du Centre national d'études spatiales (CNES), de Thales Alenia Space, de la Société de géographie ou de la mairie de Toulouse.
En 2009, pour asseoir sa réputation et ses recherches de financement, il fonde et dirige l'association INKARI (Instituto Inka de Investigacion y Revaloracion Indigena), qu'il transforme en 2012 en organisation non gouvernementale de droit péruvien (Instituto Inkari – Cusco) qu'il déclare principalement destinée à « l’étude de la présen ce permanente des civilisations inca et pré-incas dans la jungle amazonienne péruvienne et la recherche de la localisation de son principal centre d’occupation et d’expansion ».
En 2010, Thierry Jamin déclare avoir commencé à mettre au jour, dans le parc national de Manú, près du Sanctuaire national de Megantoni (en), « un ensemble de nouveaux sites archéologiques d'une importance comparable à celui de Machu Picchu » ; cependant, ces affirmations n'ont été étayées par aucune publication scientifique, et ont donc été complètement ignorées par les publications spécialisées en archéologie ; David Ugarte Vega Centeno, directeur de l'INC Cusco (autorité archéologique régionale), a même pris la peine de les démentir dans la presse généraliste péruvienne.

### Machu Picchu
En 2013, Álvaro Rocha publie un article, commenté par le quotidien La República, selon lequel Thierry Jamin aurait déclaré avoir réalisé « la découverte archéologique du siècle » en localisant à Machu Picchu un mausolée royal contenant un important trésor et qui serait selon lui très probablement la tombe de l'empereur inca Pachacutec.
Le 8 février 2013, un communiqué du ministère de la culture péruvien annonce que la demande d'autorisation pour les fouilles annoncées par Jamin avait été refusée parce que « les critères méthodologiques et techniques de son projet étaient complètement erronés » ; ce communiqué, de plus, conteste plusieurs arguments publiés sur le site « Machu Picchu 2012 » par l'ONG Inkari fondée et présidée par Thierry Jamin ; il rapporte également les propos du directeur du parc archéologique de Machu Picchu, Fernando Astete, qui affirme que ce projet de fouilles découle selon lui d'une interprétation historique fausse, et ceux du directeur régional de la culture, David Ugarte Vega Centeno, qui qualifie Thierry Jamin d'« aventurier » et de « chercheur de trésor », et qui affirme que celui-ci « n’est pas un archéologue et n’a aucune formation scientifique » et n'a pas la moindre connaissance sur la conservation de cette importante structure architecturale qu'est Machu Picchu, et que ces investigations représentent un danger pour ce site appartenant au patrimoine mondial. Le directeur régional a ajouté que Thierry Jamin était susceptible de saccager le site protégé de Machu Picchu pour parvenir au « seul objectif de trouver des trésors ».
Le 9 février 2013, un article de La República publie les explications de Thierry Jamin, qui a répondu ne jamais avoir déclaré ce qui a été publié par Álvaro Rocha. Selon les dires de Thierry Jamin, si les autorités péruviennes lui ont refusé l'autorisation de mener des fouilles, ce n'est pas pour préserver le site d'éventuelles dégradations, mais seulement dans le but de « s'approprier la découverte ».

### Alien Project
En janvier 2017, Thierry Jamin annonce sur internet qu'ont été découverts dans le sud du Pérou, en janvier 2016, des supposés « corps et organes momifiés », qu'il a pu s'en procurer certains et qu'il les interprète comme d'éventuelles « reliques biologiques appartenant à des espèces terrestres inconnues ou extérieures à notre planète ». Au nom de l'Institut Inkari Cusco, il organise une levée de fonds sur le site de financement participatif Ulule, qui lui permet, le 12 mars 2017, de récolter 39 510 € dans le but de « réaliser dans différents laboratoires de renommée internationale les analyses complètes » de ces « matériels ».
Selon le site de Thierry Jamin les « échantillons de matières biologiques » sont livrés à trois laboratoires le 3 mai 2017. Dans une vidéo datée du 20 juin 2017, Jamin affirme, à la suite d'une supposée radiographie d'une (ou plusieurs) des supposées « momies » qu'il s'agirait d'une femelle avec des œufs dans l'abdomen et, en conséquence, d'une espèce inconnue.
Le 11 juillet 2017 une conférence a lieu au Swiss Hotel de Lima, présentée par l'ufologue Jaime Maussan (en) en compagnie de José de la Cruz Rios et José de Jesús Zalce Benítez, qui ne révèle rien de nouveau ou de précis ; simultanément, Thierry Jamin, qui avait annoncé auparavant qu'il participerait à la conférence du Swiss Hotel, expose en direct sur YouTube le résultat de ses propres analyses, concluant qu'il n'y a rien d’extraterrestre dans les momies présentées.

#### Réactions
Le 28 juin 2017, le professeur Rodolfo Salas-Gismondi de la Division de Paléontologie de l'American Museum of Natural History de New York a dénoncé l'imposture scientifique que représente la prétendue « momie extraterrestre de Nasca »,. Il apparaît également dans le reportage du magazine français 66 minutes diffusé sur la chaîne M6 le 28 janvier 2018 ; il y affirme que ces momies sont probablement un assemblage de restes de squelettes d'animaux et qu'aucune preuve n'a été apportée pour étayer l'hypothèse qu'il s'agirait d'un squelette d'une espèce inconnue d'origine extra-terrestre.
Le 8 juillet 2017, un groupe de douze experts péruviens et internationaux (bio-anthropologues, spécialistes de l'étude et de la conservation des restes humains dont les momies) a publié un communiqué par l'intermédiaire du World Congress on Mummy Studies dénonçant la fraude des « momies extraterrestres ». Il stipule que ces productions sont « sans aucun doute des restes humains précolombiens […] manipulés et même mutilés pour obtenir une apparence ad hoc pour une exploitation commerciale. » Le communiqué dénonce enfin les auteurs de ces productions et ceux en faisant l'exploitation, qualifiant ces pratiques de « maltraitances criminelles » violant « profondément la dignité humaine », ainsi que « plusieurs règles nationales et internationales de la défense du Patrimoine Culturel ».
Le 13 juillet 2017, l'archéologue américain Carl Feagans conclut à un « hoax ».
Le 3 août 2017, les professeurs d'anthropologie John Hoopes et Jennifer Raff de l'Université du Kansas qualifient ce projet de pseudoscientifique et dénoncent son manque de respect des peuples indigènes.
Le 28 octobre 2019 le Ministère de la Culture de la République du Pérou exige que l'Université Nationale San Luis Gonzaga de Ica (controversée) remette à l'état péruvien les « fausses momies aliens » qualifiées de « restes humains » en expliquant que « lors des deux visites, le personnel de la DDC Ica n'a pas pu pénétrer dans le lieu où se trouvent les restes, la première fois en raison de l'absence du vice-recteur à la recherche, et la deuxième fois par décision du vice-recteur, malgré sa propre invitation, qui a proposé de programmer la visite pour prendre des photos des vestiges archéologiques présumés pour le 5 novembre de cette année ».
Lors d'une session du congrès mexicain consacrée aux ovnis, le 13 septembre 2023, le journaliste ufologue Jaime Maussan (en) a déclaré authentiques ces « momies péruviennes à trois doigts » en les présentant comme preuve potentielle de formes de vie non humaines, et en affirmant que des scientifiques de l'Université nationale autonome du Mexique (UNAM) étaient arrivés à la conclusion que ces restes ne faisaient « pas partie de notre évolution terrestre » et que près d'un tiers de leur ADN était « d'origine inconnue ». Cette présentation a été critiquée par de nombreux experts la considérant comme un coup monté depuis longtemps démenti par la communauté scientifique ; Julieta Norma Fierro Gossman, chercheuse en physique à l'UNAM, a déclaré que l'université n'avait jamais abouti à de telles conclusions, que de nombreux éléments présentés par Maussan « n'avaient aucun sens » scientifique et n'étaient fondés que sur des croyances. L'UNAM a par ailleurs republié sa déclaration de septembre 2017 en précisant qu'elle n'avait tiré aucune conclusion quant à l'origine d'un échantillon qui lui avait été envoyé pour analyse au carbone 14 et qu'elle n'avait procédé à aucun autre type d'analyse. Wired a résumé ces réactions en indiquant que le consensus scientifique était unanime concernant le fait que les « momies » présentées par Maussan sont en réalité une contrefaçon d'artefact archéologique, en citant notamment les conclusions de Flavio Estrada, archéologue légiste qui a analysé les momies pour l'Institut de médecine légale et de sciences médico-légales du ministère public du Pérou, selon lesquelles les restes des prétendus extraterrestres « sont des créations faites d'os d'animaux et d'humains maintenus ensemble avec de la colle synthétique, qui ont été recouverts d'une fausse peau »,.
Lors d'une seconde session du Congrès mexicain sur les ovnis, le 7 novembre 2023, Jaime Maussan, avec l'anthropologue Roger Zúñiga Avilés (de la controversée Université Nationale San Luis Gonzaga de Ica) et Thierry Jamin (présenté comme « Thierre Maurice Pierre, chercheur de l'Institut Inkari »), ont déclaré, avec l'appui d'un groupe de médecins péruviens, que les spécimens étaient probablement faux mais que les corps étaient bien réels,.

## Publications

### Livres
- Thierry Jamin et Pierre-Albert Ruquier, L'Eldorado inca, à la recherche de Païtiti, Paris, Hugo et Compagnie, octobre 2006, 232 p. (ISBN 2-7556-0098-5, lire en ligne).
- (es) Thierry Jamin (préf. Nicole et Herbert Cartagena), Pusharo : La Memoria Recobrada De Los Incas, Lima, Estudio de Impresiones S.A., 2007, 258 p. (ISBN 978-9972-33-566-2 et 9972-33-566-6).
- Thierry Jamin, « L'Aventurier de la cité perdue », Éditions du Trésor, mars 2014.
- Thierry Jamin, Machu Picchu et la chambre secrète, Jungle Docs Productions, 2020.
- Thierry Jamin, Les momies non humaines de Nazca : Un événement historique, Atlantes, 2021.
- Thierry Jamin, Païtiti. Sur les traces de l’Eldorado inca. Tome 1 « Premières recherches », Éditions L'Harmattan, 2025.
- Thierry Jamin, Païtiti. Sur les traces de l’Eldorado inca. Tome 2 « Païtiti localisé », Éditions L'Harmattan, 2025.

### Articles
- Thierry Jamin, « Sur les traces de la cité perdue », National Geographic, France,‎ août 2005.
- Thierry Jamin, « Sur les traces de Païtiti, la cité perdue des Incas », La géographie, Société de géographie, no 1522,‎ septembre 2006 (lire en ligne).
- Thierry Jamin, « Jeu de piste chez les Incas », Historia, Paris, no 126 Hors Série,‎ juillet-août 2010 (lire en ligne).

## Conférences
- Rencontre avec Thierry Jamin et Patrice Lecoq (université Paris-I), Païtiti, rêve ou réalité, Maison de l’Amérique latine du ministère des Affaires étrangères, Paris, 12 décembre 2007.
- Participation à l'atelier Archéologie et Télédétection, dans le cadre des Space Application Days organisé par le CNES et l'UNESCO, 24 avril 2008. Présentation par Thierry Jamin de sa campagne de recherche 2008[51].

## Filmographie
- Machu Picchu – La chambre secrète (en 3 parties avec Alain Bonnet), 2020[52].
- Incamazonia (en deux parties avec Alain Bonnet), 2019[53].
- Alien Project – Les momies tridactyles de Nasca (en 6 épisodes avec Alain Bonnet), 2021[54].